# Cartagloria

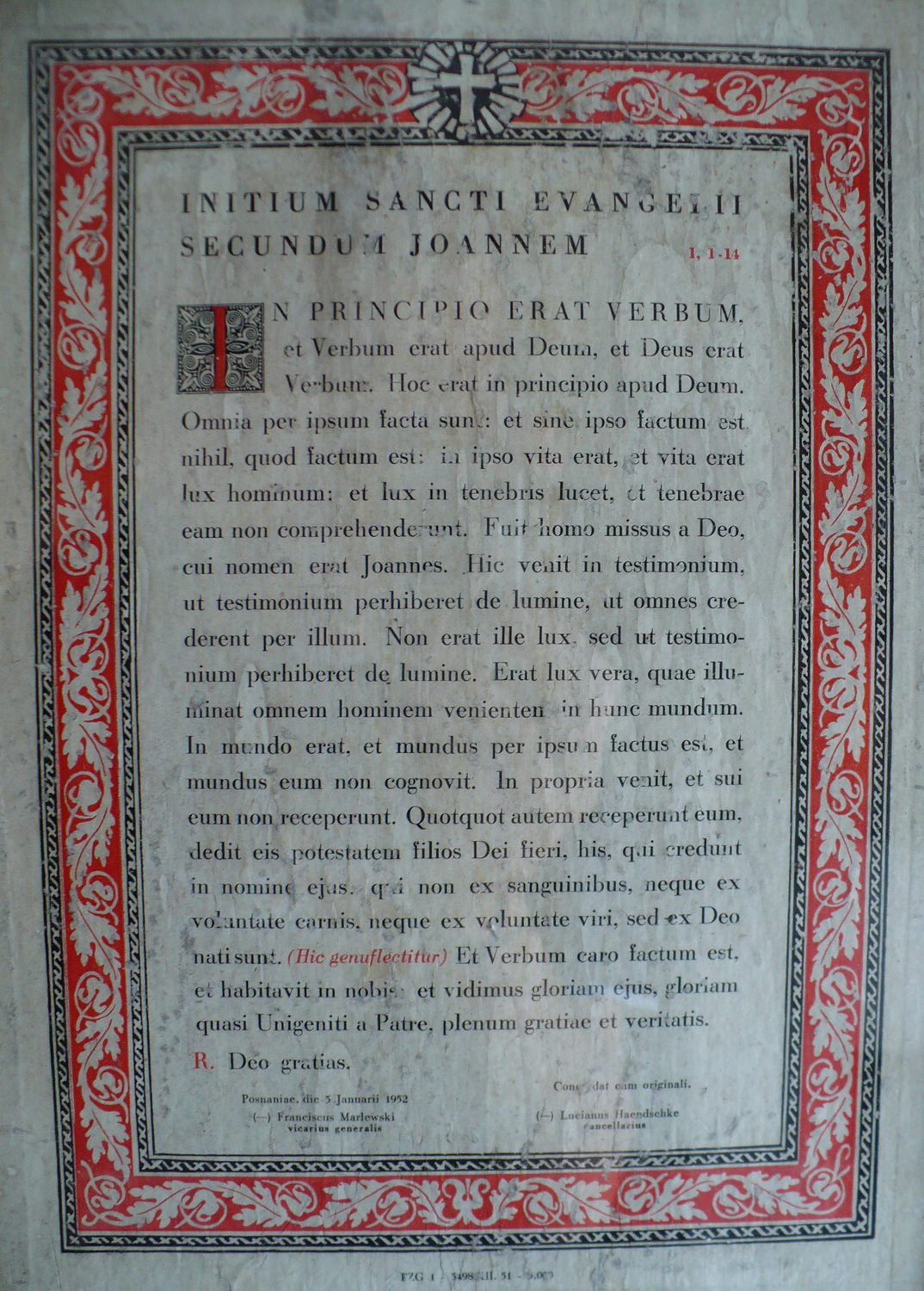
Cartagloria in cornu Evangelii (Polonia)

La cartagloria è un oggetto liturgico, usato dal XVI secolo nella Messa tridentina.

## Funzione

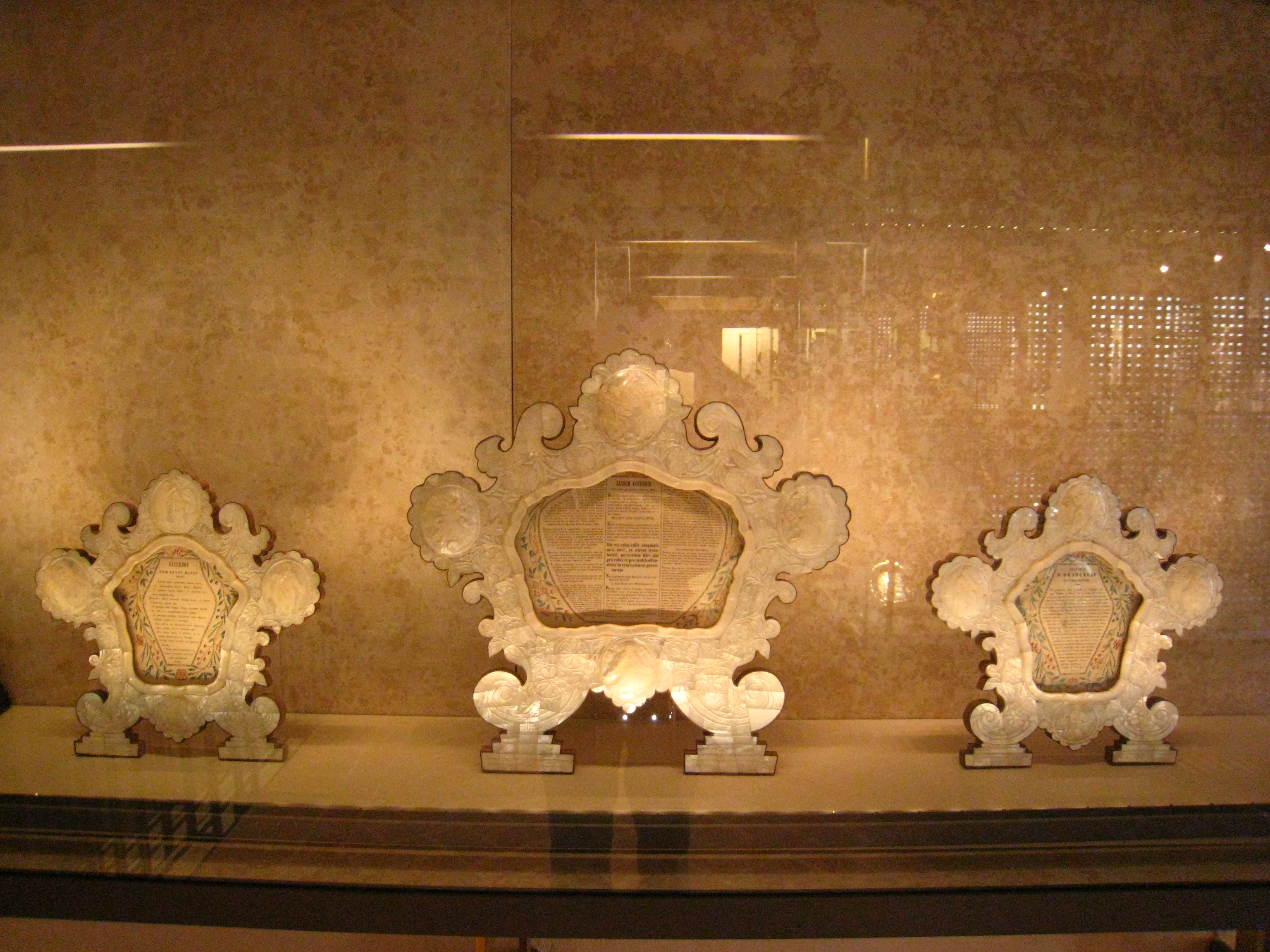
Carteglorie rivestite in madreperla conservate nel Museo arcivescovile di Fermo

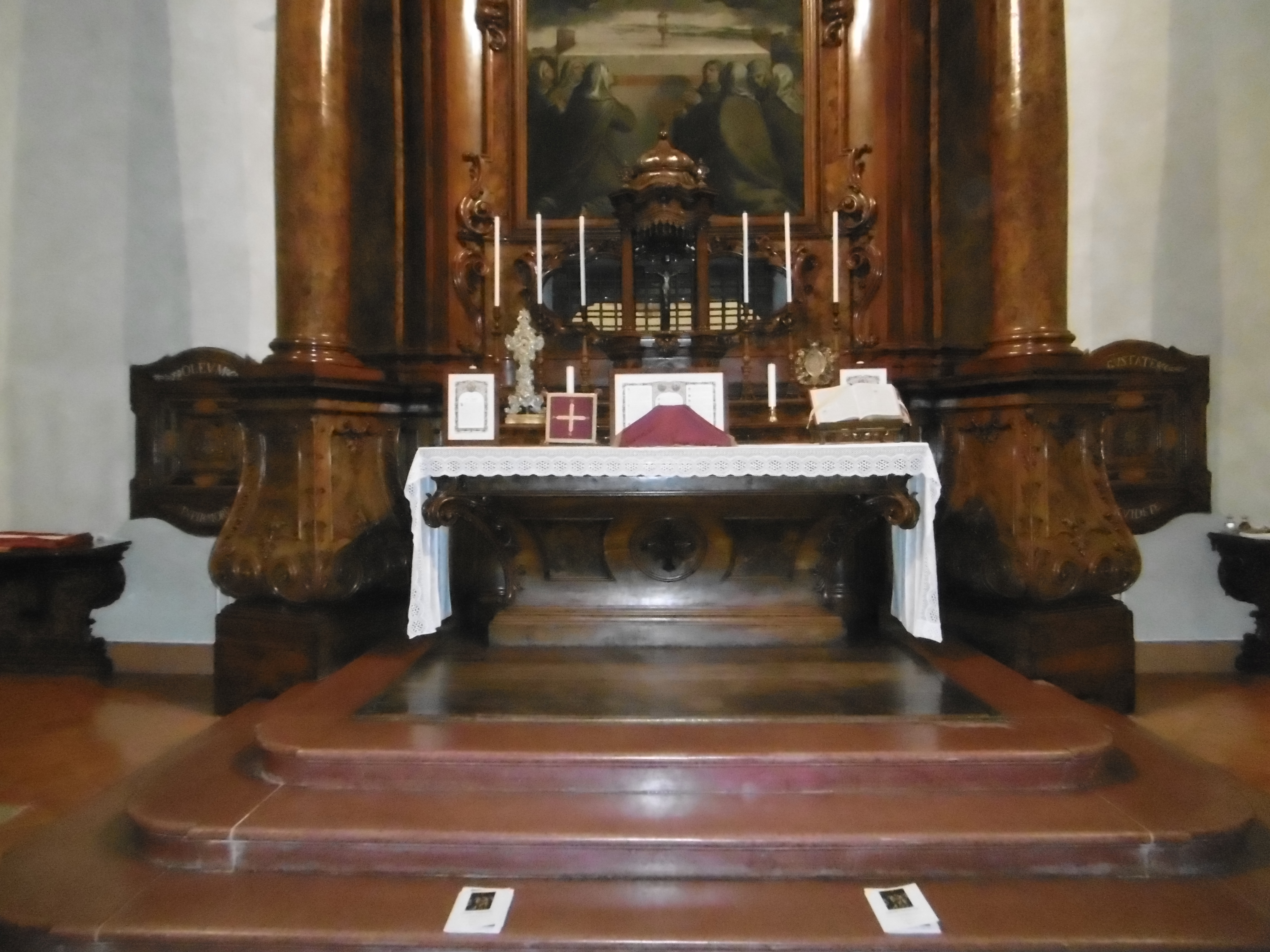
Altare preparato per la Messa Tridentina con le tre carteglorie

Le carteglorie sono tre tabelle, poste sull'altare, di solito dentro una cornice, una al centro, le due ai lati e che riportano alcune formule in latino del Messale Romano facenti parte dell'ordinario della messa e quindi normalmente invariabili. Le carteglorie servono al sacerdote per ricordargli le formule da recitare, particolarmente se le rubriche richiedevano che il messale fosse in quel momento all'altra estremità dell'altare.
La cartagloria centrale riporta le preghiere del Canone e dell'Offertorio, da cui deriva il nome di tabella secretarum o del Canone, inoltre si possono aggiungere altre formule e preghiere come il Gloria in excelsis Deo, da cui deriva il nome cartagloria, il Credo e altre preghiere.
La cartagloria posta in cornu Epistulae (sulla destra guardando l'altare) riporta il salmo Lavabo e il Deus qui humanae substantiae che il sacerdote recita durante l'abluzione nell'offertorio, mentre il messale sta al lato opposto dell'altare, cioè in cornu Evangelii, dove è stato messo per la lettura del Vangelo. L'altra tabella, al lato opposto, contiene l'inizio del Vangelo secondo Giovanni chiamato l'Ultimo Vangelo, perché si recita quasi sempre identico alla fine della messa, lontano dal messale che dopo la comunione è stato rimesso al lato di destra per la lettura dell'antifona della comunione e l'orazione dopo la comunione.
Le formule latine in esse contenute sono da recitare generalmente a voce impercettibile.
Le carteglorie messe sull'altare per la messa sono rimosse per altre azioni liturgiche o paraliturgiche come l'Adorazione eucaristica.

## Abbandono

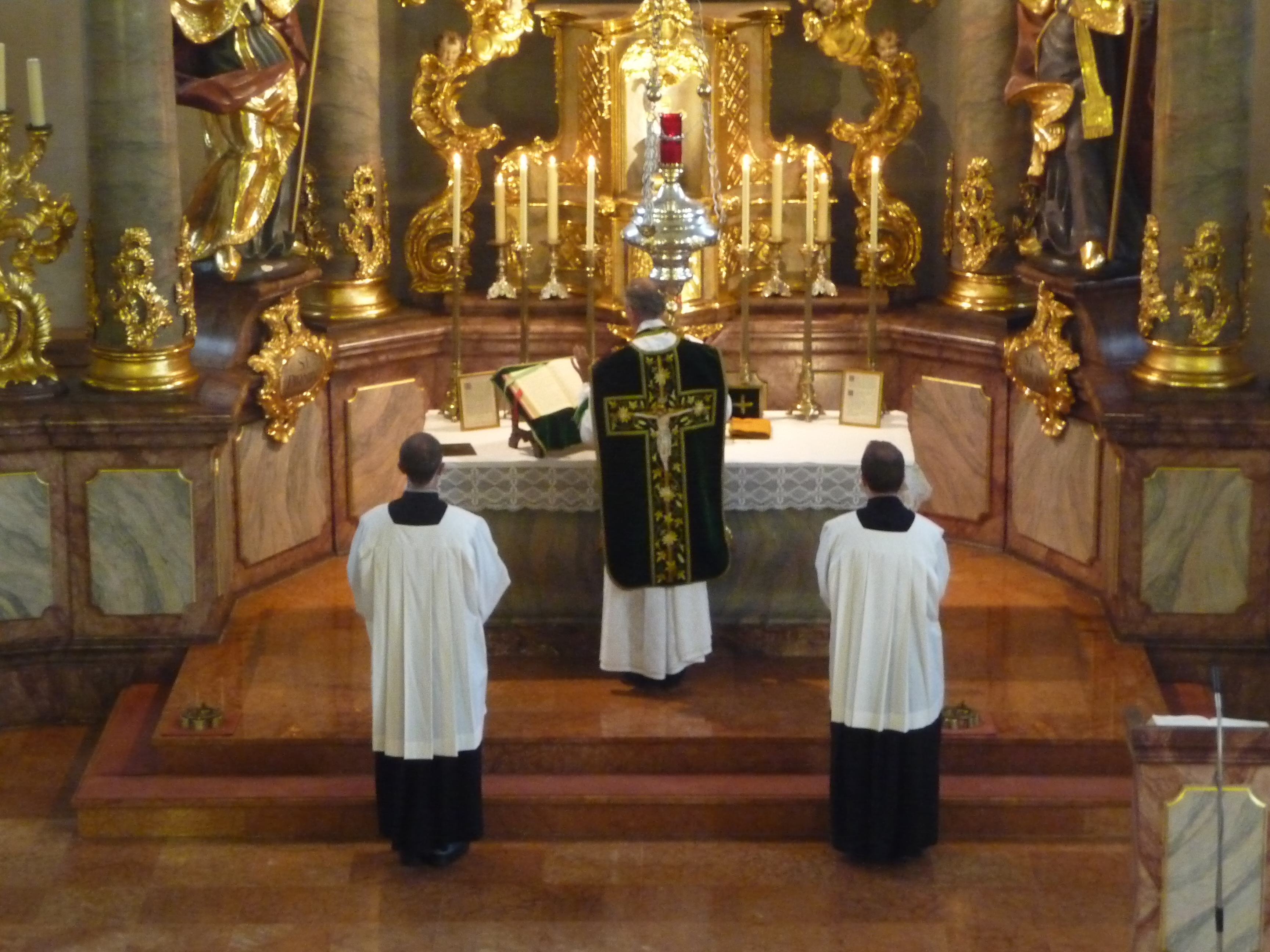
Messa tridentina con le carteglorie visibili ai lati dell'altare

Le carteglorie vennero utilizzate a partire dal XVI secolo.
Nel Messale Romano rivisto per ordine del Concilio Vaticano II le parti del sacerdote sono quasi tutte dette o cantate ad alta voce e in gran parte insieme con il popolo presente. Non si sposta più il messale da un lato all'altro dell'altare da destra a sinistra e all'inverso. Non c'è più l'Ultimo Vangelo, che formava l'intero contenuto di una delle tre carteglorie, né si recita più un intero salmo al lavabo della presentazione delle offerte.